# Игуман Пајсије (Будимир)
Пајсије (световно Предраг Будимир; Осијек, 3. јун 1989) протосинђел је Српске православне цркве и старешина Манастира Крупе.

## Биографија
Протосинђел Пајсије (Будимир) рођен је 3. јуна 1989. године у Осијеку. Основну школу завршио у Дарди и Богословију Светог Арсенија у Сремским Карловцима. Дипломирао теолошке студије на Московској Духовној Академији 2011. године.
Ступио је у Манастир Ново Хопово као искушеник 2006. године. Замонашен је 2009. године од стране епископа сремског Василија Вадића добивши име Пајсије у истој обитељи у којој борави до 2011. године када по послушању прелази у Манастир Крушедол где врши дужност намјесника манастира до 2014. године. Од 2014. године до доласка у Манастир Милтон (дец. 2018) , носи послушање духовника и намјесника Манастира Врдника.